# Gray Davis
Joseph Graham "Gray" Davis, Jr. (n. 26 decembrie 1942) este un politician din Statele Unite, membru al Partidului Democrat, guvernator al Californiei între 1999 și până la revocarea sa din funcție în 2003. Înainte de a fi guvernator, Davis a fost șef de cabinet al guvernatorului Jerry Brown (1975–1981), membru al adunării de stat a Californiei (1983–1987), controlor de stat al Californiei (ministru de finanțe) (1987–1995), și viceguvernator al aceluiași stat (1995–1999). Davis este licențiat în istorie, absolvind Universitatea Stanford și doctor în drept de la Columbia Law School. A primit Steaua de Bronz pentru participarea cu grad de căpitan la Războiul din Vietnam.
În timpul mandatului de guvernator, Davis a făcut din educație prioritatea numărul unu și statul California a cheltuit în primul său mandat cu opt miliarde de dolari mai mult decât era necesar conform propunerii 98. În timpul lui Davis, punctajele la testele standard din California au crescut cinci ani consecutiv. Davis a semnat prima lege statală din SUA care obliga fabricanții de autovehicule să-și limiteze emisiile de noxe. Davis a susținut legi prin care se interziceau unele arme de foc. El a acționat și în sensul îmbunătățirii relațiilor dintre California și Mexic. Davis și-a început mandatul de guvernator cu procente favorabile în sondaje, dar acestea au scăzut după ce alegătorii l-au acuzat pe Davis pentru criza energiei electrice din California și criza bugetară ce a urmat după explozia balonului dot-comurilor. Alegătorii s-au îndepărtat de el și din cauza eforturilor susținute de strângere de fonduri și a campaniilor negative.
La 7 octombrie 2003, a devenit al doilea guvernator în istoria SUA revocat din funcție prin alegeri. Locul lui Davis a fost luat de republicanul Arnold Schwarzenegger la 17 noiembrie. Davis a fost guvernator 1.778 de zile și a promulgat 5.132 de legi din 6.244, respingând 1.112 dintre acestea. De când a fost revocat, Davis a activat ca lector invitat la UCLA School of Public Affairs și ca avocat la Loeb & Loeb, fiind membru al consiliului director al companiei de animație DiC Entertainment.